# 가시 (식물)

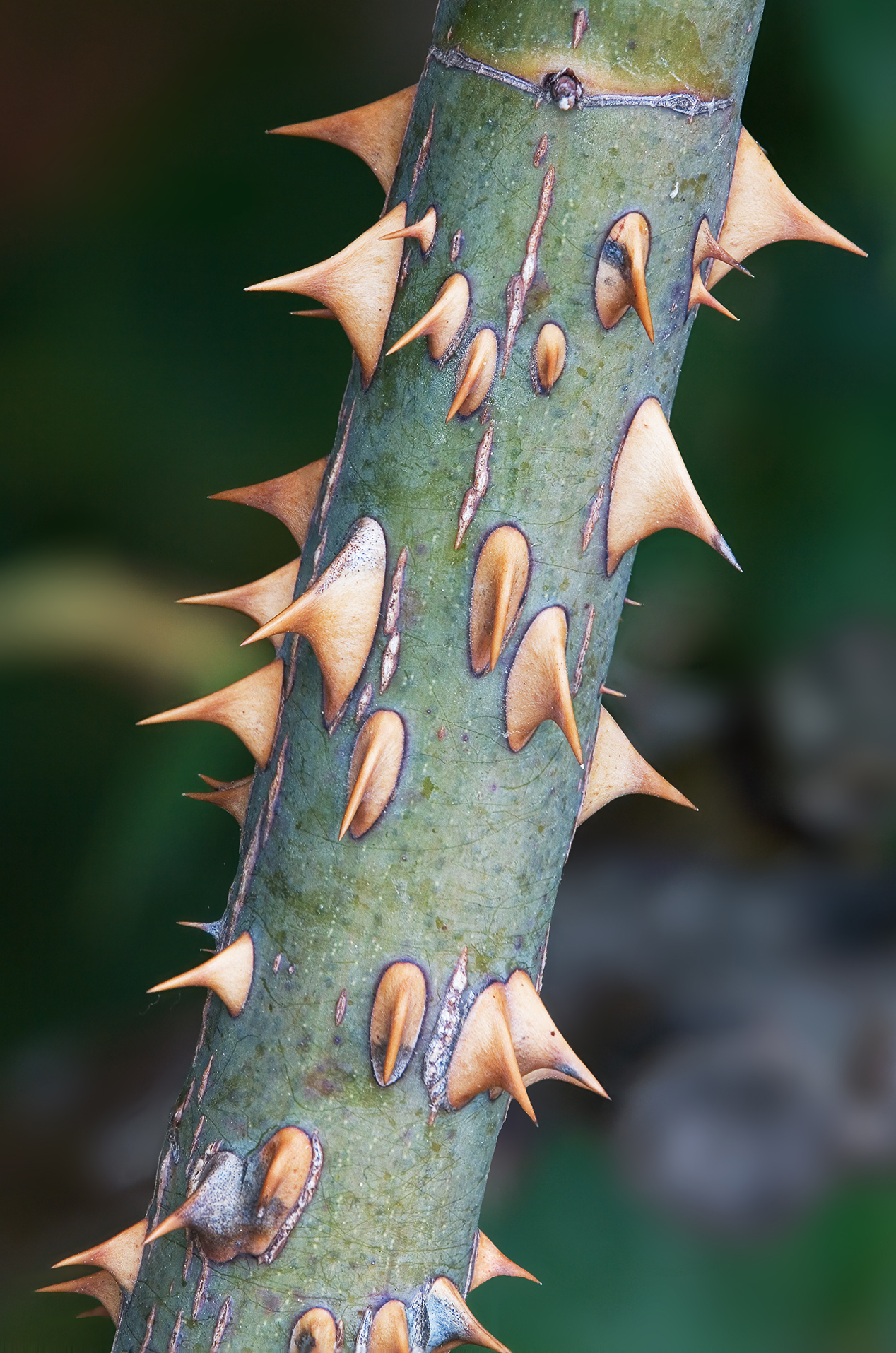
가시가 있는 식물

가시는 식물의 뾰족한 부분을 말한다. 가시는 자신을 보호하기 위해 만들어지고 또한 주변 자연 환경으로부터 적응하기 위해 만들어진다. 대표적인 것은 선인장, 가시연꽃이다. 가시는 식물에 따라 독성이 들어있기도 한다. 오이는 열매에 가시가 있다.

## 같이 보기
- 모용